# Lissodendoryx loyningi
Lissodendoryx loyningi är en svampdjursart som beskrevs av Burton 1934. Lissodendoryx loyningi ingår i släktet Lissodendoryx och familjen Coelosphaeridae.
Artens utbredningsområde är Grönland. Inga underarter finns listade i Catalogue of Life.